# Chibuto
Chibuto è un centro abitato del Mozambico, situato nella Provincia di Gaza.